# Gomphichis longifolia
Gomphichis longifolia är en orkidéart som först beskrevs av Robert Allen Rolfe, och fick sitt nu gällande namn av Rudolf Schlechter. Gomphichis longifolia ingår i släktet Gomphichis och familjen orkidéer.
Artens utbredningsområde är Bolivia. Inga underarter finns listade i Catalogue of Life.